# Nicolás Gaitán
Osvaldo Nicolás Fabián "Nico" Gaitán (nascut el 23 de febrer de 1988) és un futbolista professional argentí que juga amb el Club Atlético Sarmiento (Junín) i la selecció argentina de futbol, principalment com a migcampista ofensiu.